# L'Étoile de Kléber
L'Étoile de Kléber (česky Kléberova hvězda) byl nevěstinec v Paříži. Nacházel se v ulici Rue Paul-Valéry č. 14 v 16. obvodu. Během druhé světové války zde krátký čas v podnájmu bydlela Édith Piaf. Název byl odvozen podle nedaleké ulice Avenue Kléber (Jean-Baptiste Kléber byl francouzský generál).

## Historie
Nevěstinec byl otevřen v roce 1941 jako luxusní podnik. Ve čtyřpatrovém domě bylo deset pokojů. K domu patřila zahrada, přijímací salón byl vybaven ve stylu Ludvíka XVI. Na podzim 1941 požádal skladatel Henri Coutet, který se přátelil s majitelkou, o pokoj k pronájmu pro Édith Piaf. Spolu s ní se sem nastěhovala i její nevlastní sestra Mômone. Piaf zde bydlela do prosince 1943.
Nevěstinec byl uzavřen v důsledku zákazu veřejných domů ve Francii v roce 1946, ale tajně pokračoval v činnosti i poté.